# Migrationspaket I (2022)
Das Migrationspaket I der 25. Bundesregierung der Bundesrepublik Deutschland (Kabinett Scholz) wurde am 2. Dezember 2022 in 2. und 3. Lesung verabschiedet. Es umfasst:
- Gesetz zur Einführung eines Chancen-Aufenthaltsrechts,
- Gesetz zur Beschleunigung der Asylgerichtsverfahren und Asylverfahren.

Dem „Migrationspaket I“ soll nach Plänen der Bundesregierung ein „Migrationspaket II“ mit weiteren Änderungen folgen.

## Inhalt der zwei Gesetze

### Gesetz zur Einführung eines Chancen-Aufenthaltsrechts
Beim Chancen-Aufenthaltsrecht handelt sich um ein Änderungsgesetz. Die wesentlichen Änderungen sind:
- Ausländer, die am 31. Oktober 2022 seit fünf Jahren geduldet, gestattet oder mit einer Aufenthaltserlaubnis in Deutschland gelebt haben und bestimmte Voraussetzungen erfüllen, erhalten für 18 Monate ein „Chancen-Aufenthaltsrecht“ in Deutschland. Dieser Zeitraum soll ihnen ermöglichen, die Voraussetzungen für ein Bleiberecht – insbesondere die Sicherung des Lebensunterhalts, Kenntnisse der deutschen Sprache und den Identitätsnachweis – zu erfüllen. Straftäter und Gefährder bleiben vom Chancen-Aufenthaltsrecht grundsätzlich ausgeschlossen. Wer nach dem Zeitraum von 18 Monaten die Voraussetzungen für ein Bleiberecht nicht erfüllt, fällt in den Status der Duldung zurück.
- Wer besondere Integrationsleistungen vorweisen kann, etwa in Form von Sprachkenntnissen und Lebensunterhaltssicherung, kann nach sechs Jahren – oder nach vier Jahren beim Zusammenleben mit minderjährigen Kindern – ein Bleiberecht erhalten; die Voraufenthaltszeiten verkürzen sich so um jeweils zwei Jahre. Zudem wurden die Wartezeiten für gut integrierte Jugendliche und Erwachsene bis 27 Jahren von vier auf drei Jahre gesenkt.[2]
- Für nachziehende Angehörige von Fachkräften entfällt das Erfordernis eines Sprachnachweises.[3] Das Bundesministerium des Innern hat sich in einer Mitteilung zur Frage geäußert,[4] inwieweit die Regelung im Hinblick auf rückkehrwillige Auslandsdeutsche und deren Ehepartner im Einzelfall als Inländerdiskriminierung verfassungswidrig sein könnte.[5]

Das Gesetz zur Einführung eines Chancen-Aufenthaltsrechts trat in weiten Teilen am 31. Dezember 2022 in Kraft.

### Gesetz zur Beschleunigung der Asylgerichtsverfahren und Asylverfahren
Auch beim Gesetz zur Beschleunigung der Asylgerichtsverfahren und Asylverfahren handelt sich um ein Änderungsgesetz. Dessen wesentliche Änderungen sind:
- Die Ausweisung und die Anordnung von Abschiebehaft werden erleichtert: Menschen, bei denen das sogenannte Ausweisungsinteresse groß ist – insbesondere Straftäter und Gefährder – können bis zu sechs Monate (statt andernfalls maximal drei Monate) in Abschiebehaft genommen werden.[7]
- Ein Widerrufsverfahren soll nur noch anlassbezogen erfolgen.[2]
- Es wurde eine „behördenunabhängige, ergebnisoffene, unentgeltliche, individuelle und freiwillige Asylverfahrensberatung“ (§ 12a AsylG) eingeführt, die die Geflüchteten bereits vor dem Asylantrag berät und begleitet.[2]

Das Gesetz zur Beschleunigung der Asylgerichtsverfahren und Asylverfahren trat am 1. Januar 2023 in Kraft.